# Salvatore Tavano
Salvatore Tavano (Siracusa, 13 marzo 1980) è un pilota automobilistico italiano, vincitore del TCR Italy Touring Car Championship 2018 e 2019, con all'attivo anche alcune stagioni nei campionati WTCC ed ETCC.

## Carriera
Dopo aver iniziato la sua carriera agonistica nel karting, Tavano ha trascorso due anni nel campionato italiano di Formula 3. Finì quarto nel 1998 e terzo nel 1999. Nel 2001 partecipò al campionato europeo di Formula 3000, imponendosi nella gara di Zolder e chiudendo la stagione con il quarto posto in classifica generale. Nel 2005 arrivò terzo nel campionato italiano di superturismo. Dal 2002 ha trascorso tre anni guidando nel Campionato Europeo Turismo.
Ha partecipato ad alcuni round del Campionato del mondo turismo 2005 per il team DB Motorsport. Nel 2006 ha gareggiato nuovamente nel WTCC per la N. Technology su Alfa Romeo 156, ottenendo una vittoria e chiudendo della stagione in diciottesima posizione.
Nel 2007 ha gareggiato nella Le Mans Series nella classe GT1 con un Saleen S7R.
Nel 2018 ha vinto la seconda edizione del TCR Italy Touring Car Championship. Nel 2019 si riconferma del TCR Italia, vincendo con una gara d'anticipo il campionato.

## Palmarès
- TCR Italy Touring Car Championship: 2
2018 e 2019